# 黃天沂
黃天沂，香港時事評論專欄作家，2009年初，將歷年來在香港各大報章發表過的三百多篇時評文章，精選結集，出版《投筆從容－民望非浮雲、香港非浮城》一書。